# Ostalgie
Ostalgie je původně německý termín, který označuje stesk východních Němců po některých aspektech života v bývalé NDR. Výraz vznikl jako složenina německých slov Osten (východ) a Nostalgie (nostalgie) a jeho vůbec první použití je připisováno drážďanskému kabaretnímu herci Uwe Steimlemu. Postupně se jeho použití rozšířilo i na další země bývalého východního bloku, zejména Polsko, země bývalého Sovětského svazu, okrajově též Československo.

## Vznik a význam
Fenomén ostalgie vznikl jako reakce na překotnou westernizaci spolkových zemí bývalé NDR, která následovala ihned po pádu Berlínské zdi v roce 1989 a svého vrcholu dosáhla o rok později během německého znovusjednocení. Prakticky ze dne na den zmizely z obchodů východoněmecké výrobky, z televizních obrazovek východoněmecké kulturní ikony, nemluvě o změnách ekonomických a politických. Reakcí na tyto změny a deziluzi, která po několika měsících vystřídala euforii z pádu komunistického režimu a opětovného sjednocení do té doby rozděleného Německa, byla touha velké části východoněmecké společnosti po návratu některých aspektů života před pádem zdi.

## Projevy

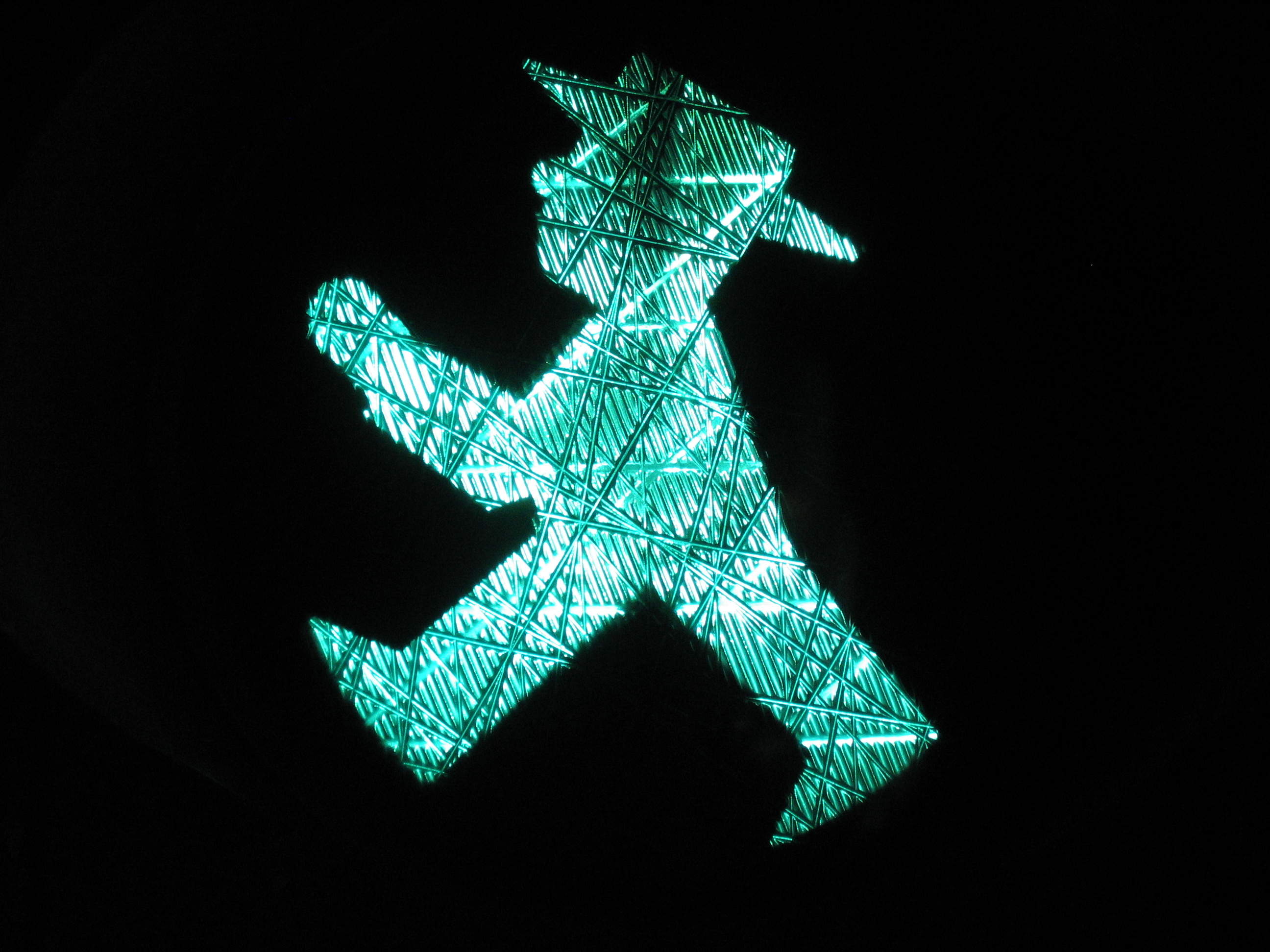
Východoněmecký semaforový panáček Ampelmännchen

Za nejvýznamnější projevy ostalgie v německém kontextu lze považovat zejména celonárodní manifestace za zachování tradičního panáčka z východoněmeckých semaforů, tzv. Ampelmännchena, specializované obchody prodávající tradiční východoněmecké zboží (např. Club-Colu či Spreewaldské okurky), ale i nově otevřený Ostel, tedy hotel, zařízený kompletně ve stylu východoněmeckého nábytkového designu. Na poli kultury reprezentuje ostalgii především filmová tvorba, například i v Česku úspěšný snímek Good Bye, Lenin! režiséra Wolfganga Beckera.
V českém prostředí jsou projevy ostalgie o poznání slabší. Můžeme za ně považovat například oblíbené reprízování normalizačních seriálů (Třicet případů majora Zemana, Žena za pultem) či oblibu některých produktů, příznačných pro 70. a 80. léta (Kofola[zdroj⁠?!], céčka). Mezi produkty ostalgie lze podobně jako v Německu zařadit i filmy či seriály. Nejznámějšími příklady jsou snímky Jana Hřebejka Pupendo a Pelíšky, ze seriálů pak Vyprávěj České televize.